# Snölav
Snölav (Flavocetraria nivalis) är en lavart som först beskrevs av L., och fick sitt nu gällande namn av Kärnefelt & A. Thell. Snölav ingår i släktet Flavocetraria och familjen Parmeliaceae.  Arten är reproducerande i Sverige. Inga underarter finns listade i Catalogue of Life.

## Källor

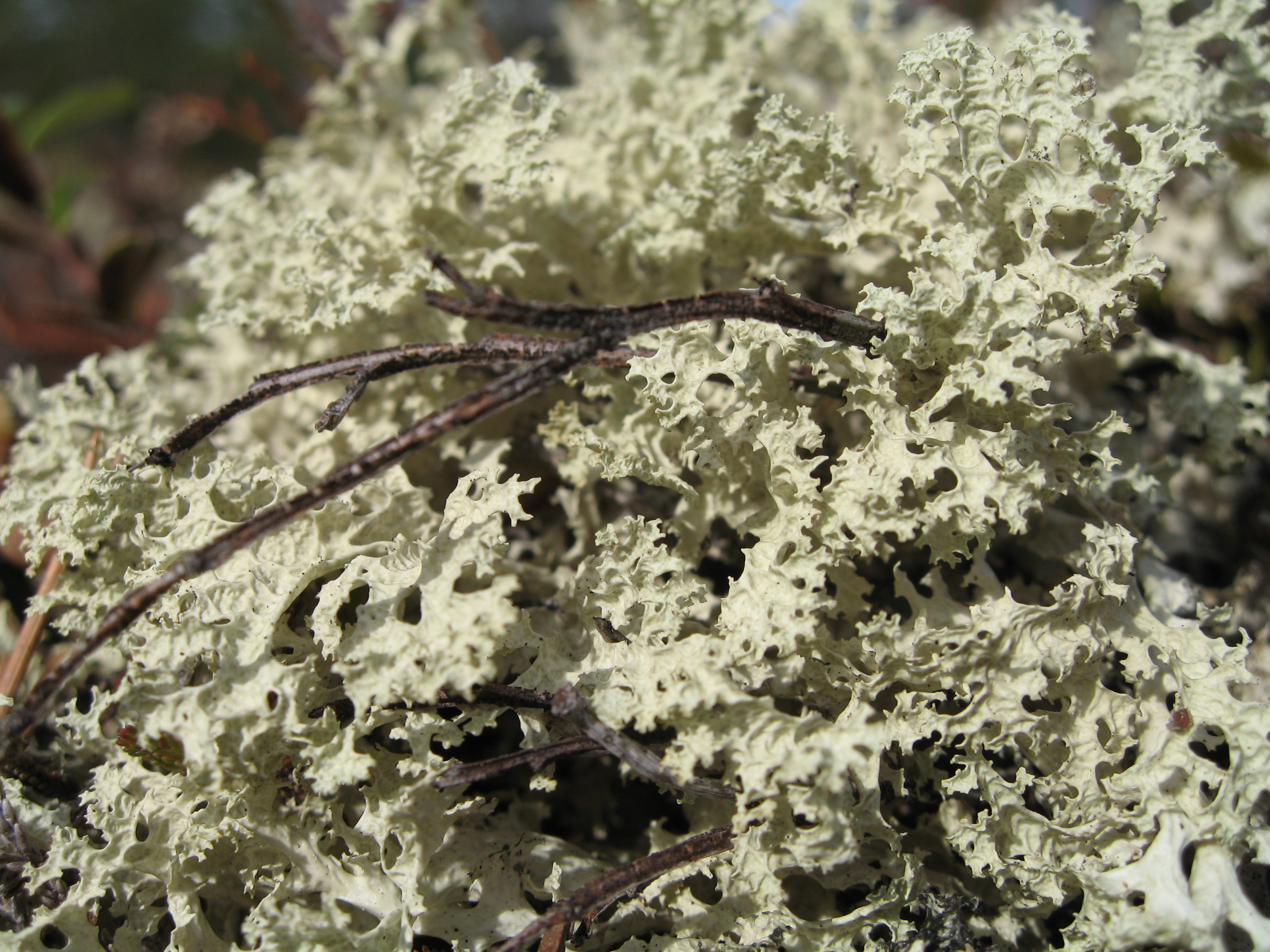
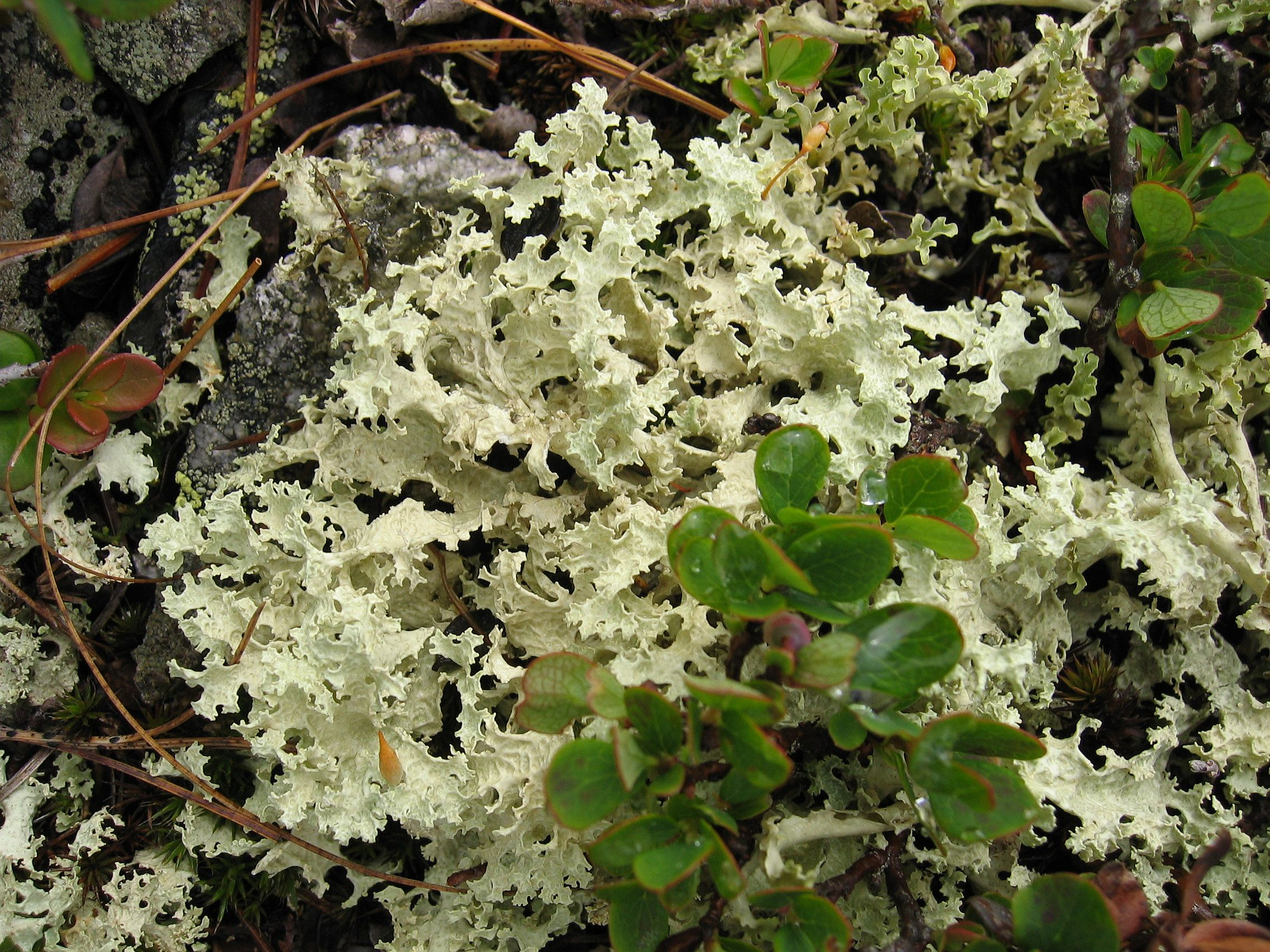
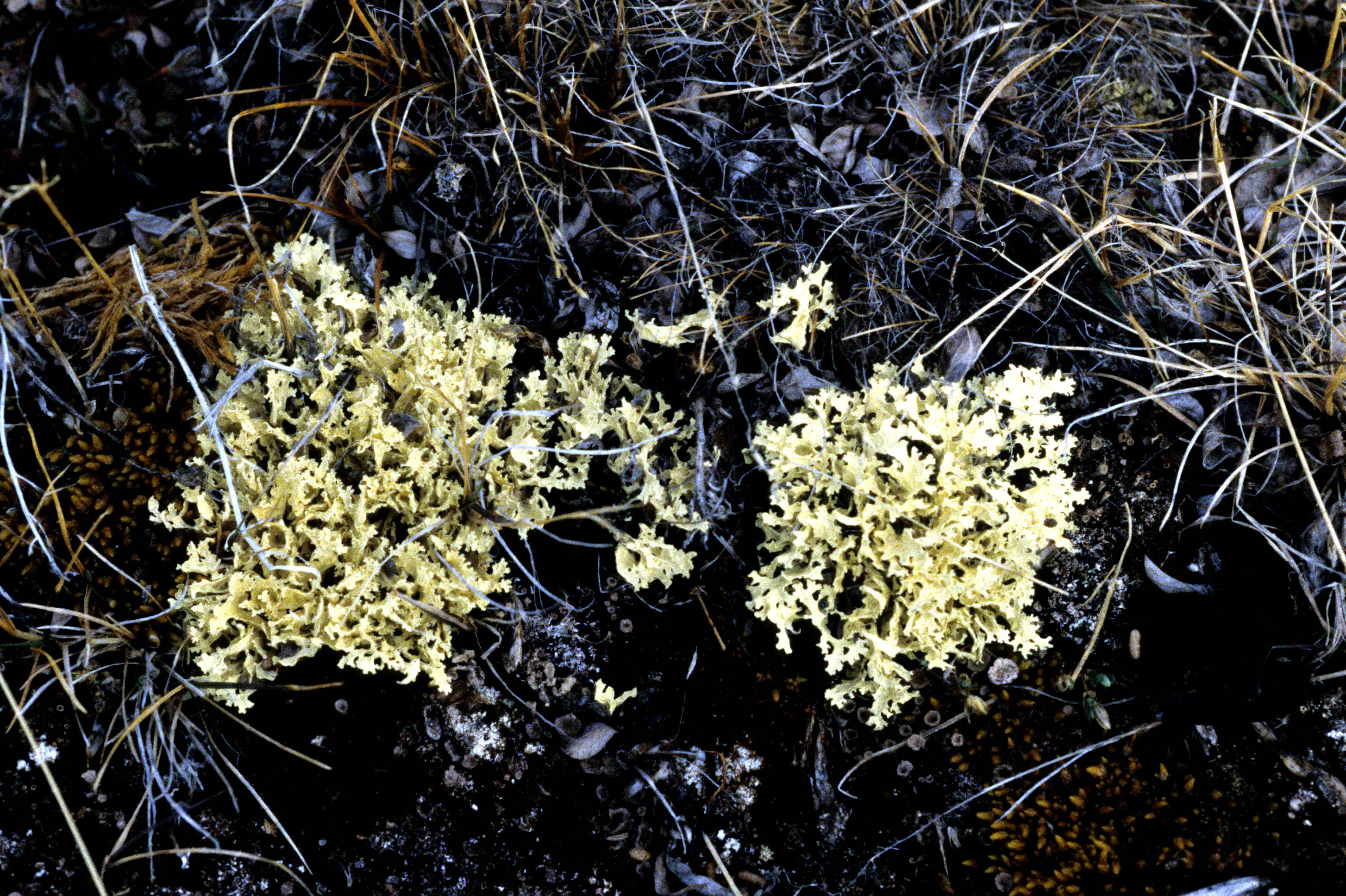
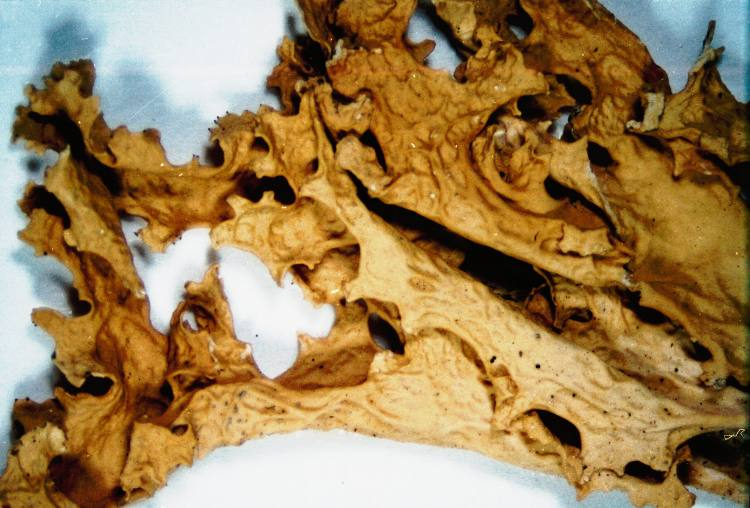
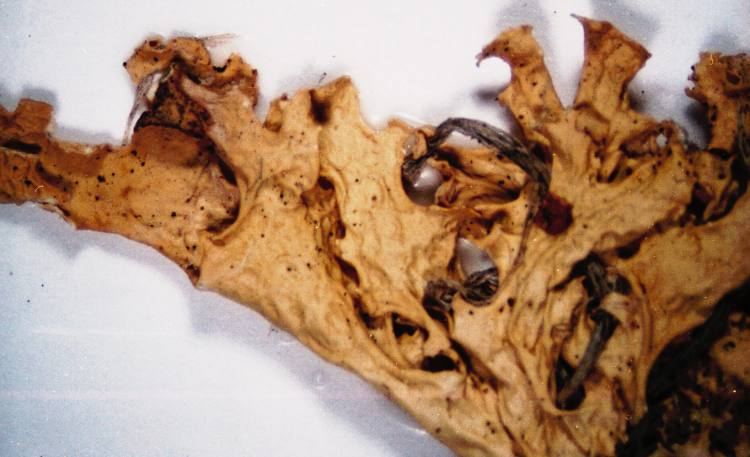
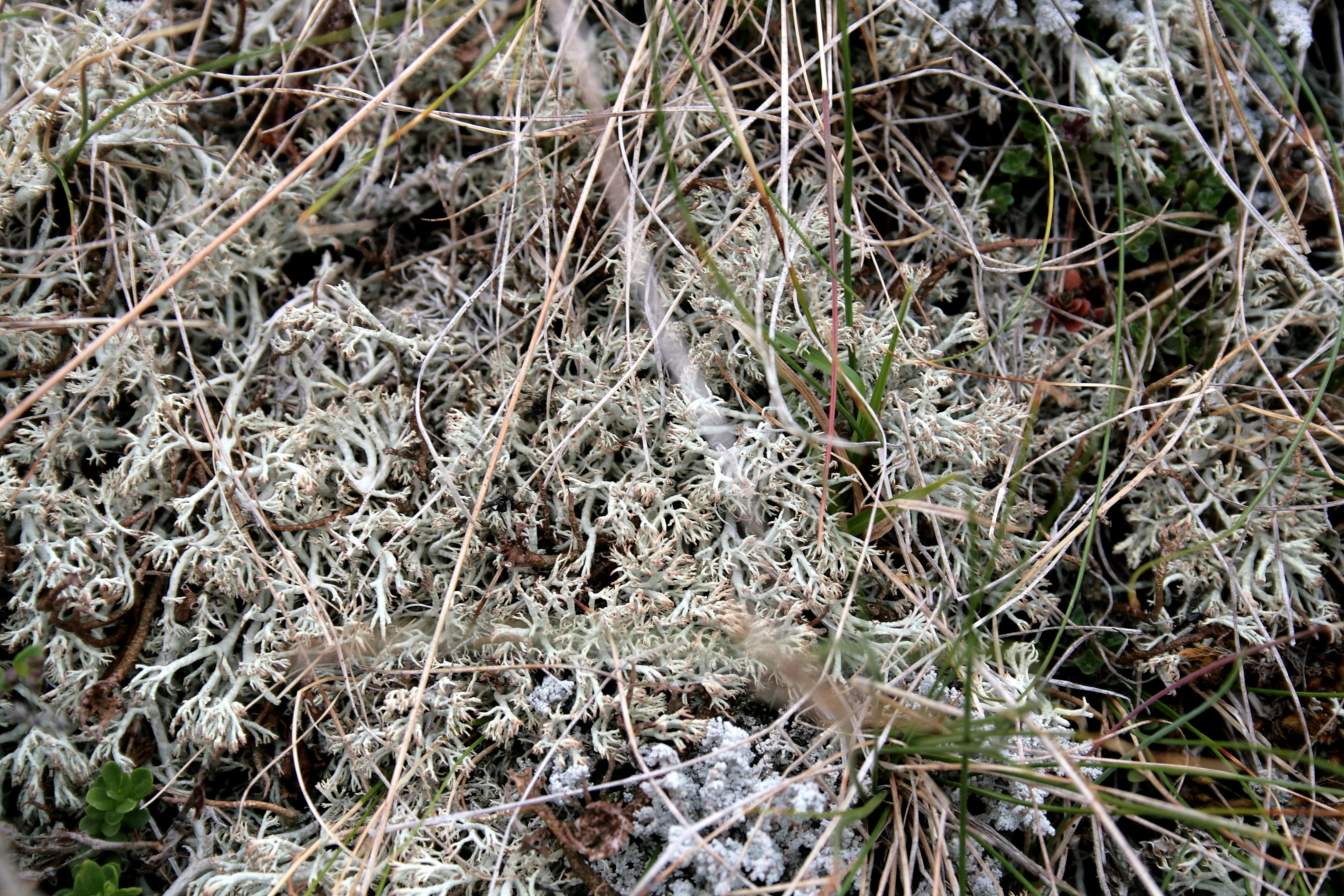
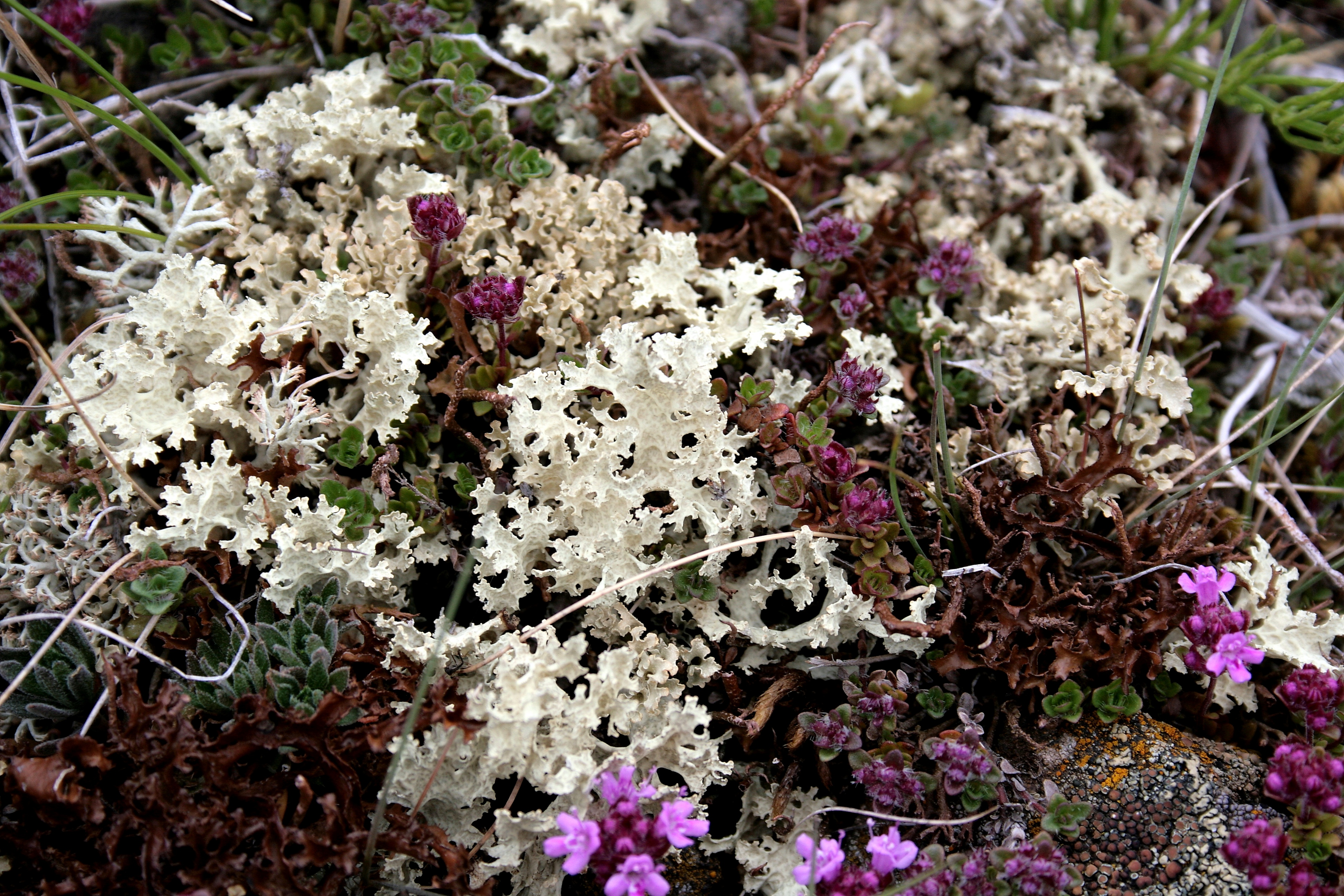
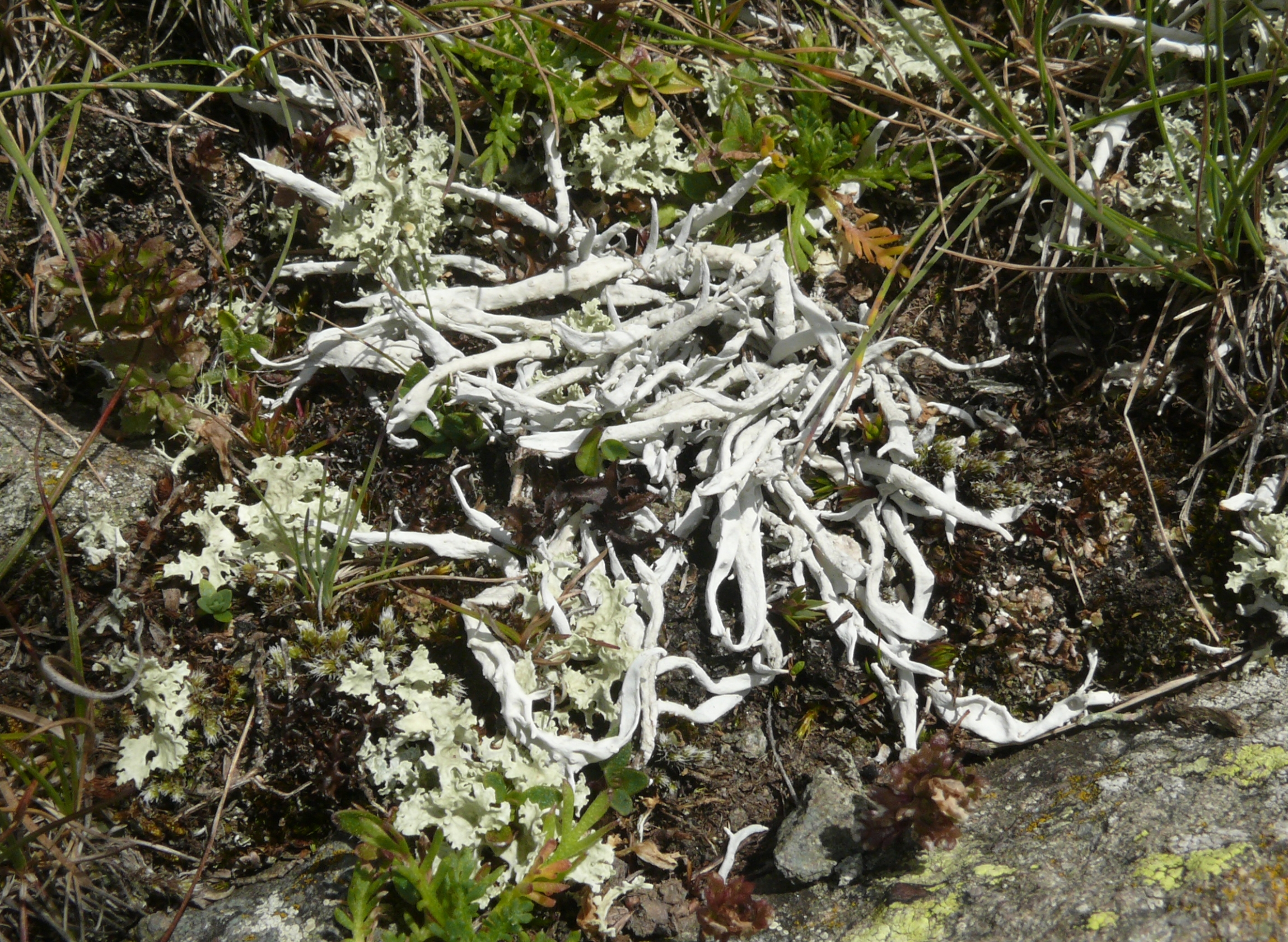